# Santiago Bellini
Santiago Bellini Noya (Las Piedras, Canelones, Uruguay, 19 de septiembre de 1996) es un futbolista uruguayo que juega como delantero.

## Trayectoria
Ingresó en las divisiones inferiores del Montevideo Wanderers F. C. en 2005 procedente del club Los Pingüinos de su localidad natal. Debutó como profesional el 15 de marzo de 2015 en una derrota por 1-2 frente al C. A. Atenas de San Carlos en el estadio Parque Viera. Ingresó al campo en el minuto 45 en sustitución de Gastón Rodríguez. En su tercer partido, el 29 de marzo, anotó su primer gol en el minuto 39 y contribuyó a una victoria de su equipo por 1-3 frente al Rampla Juniors F. C. El 7 de mayo jugó por primera vez en la Copa Libertadores en el estadio Parque Central contra el Racing Club, en un partido que finalizó 1-1.
En su primera temporada como profesional, jugó doce partidos y anotó cinco goles en el campeonato nacional, mientras que estuvo presente en dos partidos a nivel internacional. No tuvo continuidad en el Campeonato Uruguayo 2015-16, ya que disputó ocho partidos de treinta posibles.
El 31 de enero de 2019 fue cedido al Delfino Pescara 1936 de la Serie B de Italia. Allí disputó ocho partidos en la competición regular, además de uno en la fase de ascenso a la Serie A frente al Hellas Verona. El 2 de septiembre del mismo año fue nuevamente prestado al Real Sporting de Gijón "B", del que se desvinculó en enero de 2020.

## Clubes
| Club                       | País    | Año       |
| -------------------------- | ------- | --------- |
| Montevideo Wanderers F. C. | Uruguay | 2015-2019 |
| Delfino Pescara 1936       | Italia  | 2019      |
| Real Sporting de Gijón "B" | España  | 2019-2020 |